# Tarnaörs, Heves
Tarnaörs  este un sat în districtul Heves, județul Heves, Ungaria, având o populație de 1.852 de locuitori (2011). 

## Demografie
Componența etnică a satului Tarnaörs
     Maghiari (77,15%)
     Romi (22,24%)
     Necunoscut (0,15%)
     Alții (0,45%)
Componența confesională a satului Tarnaörs
     Romano-catolici (67,12%)
     Fără religie (4,21%)
     Reformați (1,46%)
     Necunoscută (26,57%)
     Alte religii (1,62%)
Conform recensământului din 2011, satul Tarnaörs avea 1.852 de locuitori. Din punct de vedere etnic, majoritatea locuitorilor (77,15%) erau maghiari, cu o minoritate de romi (22,24%). Apartenența etnică nu este cunoscută în cazul a 0,15% din locuitori.  Din punct de vedere confesional, majoritatea locuitorilor (67,12%) erau romano-catolici, existând și minorități de persoane fără religie (4,21%) și reformați (1,46%). Pentru 26,57% din locuitori nu este cunoscută apartenența confesională.